# Masella

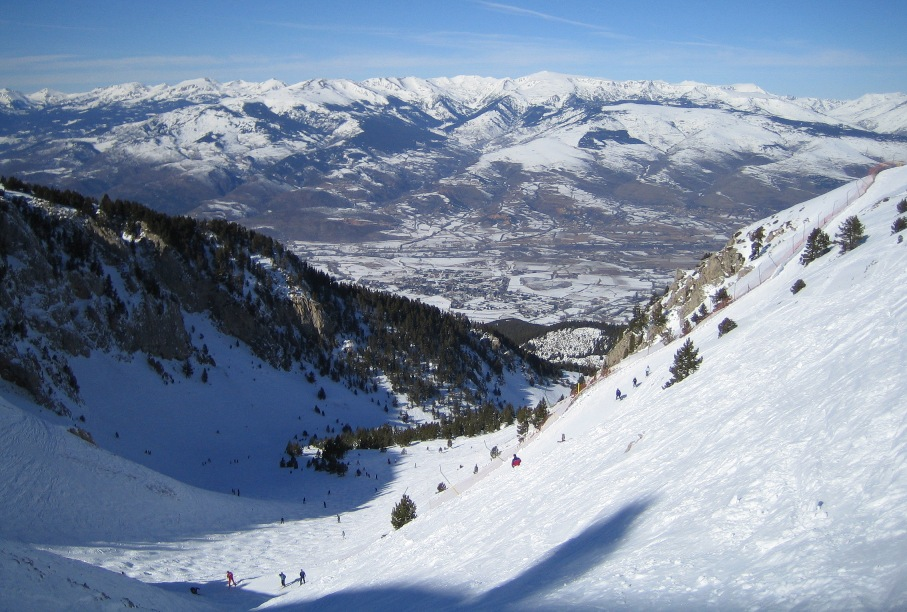
De Coma Oriola, aan de oostkant van Masella.

Masella is een wintersportgebied in de Cerdanya, Catalonië, Spanje, in de oostelijke Pyreneeën. Het ligt tegen La Tossa d'Alp. Dit gebied maakt deel uit van de Alp 2500.